# Bobby Astyr
Robert Astyr, detto Bobby (New York, 14 novembre 1937 – New York, 7 aprile 2002), è stato un attore pornografico e musicista statunitense.
Si ritirò dall'industria del porno a metà anni ottanta. Fu per molti anni legato sentimentalmente alla collega pornostar Samantha Fox, con la quale si sposò nel 1978.

## Carriera
Prima di lavorare nell'industria del porno, Astyr era stato un musicista. Esordì nel porno nel 1974 e recitò in diversi film in seguito, inclusi i celebri Barbara Broadcast del 1977, dove interpreta un maitre di un elegante ristorante di New York, e Rommates del 1981. Abitualmente scritturato per ruoli comici, era soprannominato nell'ambiente "il clown principe del porno" ("The Clown Prince of Porno"). Si ritirò dalle scene a metà anni ottanta. Nel 1999 è stato inserito nella XRCO Hall of Fame.

## Morte
Dopo aver combattuto contro il cancro ai polmoni per cinque o sei anni, Astyr morì nell'aprile 2002.

## Filmografia
- Intensive Care, regia di David Sear (1974)
- Airport Girls, regia di Leonard Kirtman (1975)
- Teenage Cousins, regia di Steve Harris (1975)
- Big Abner, regia di Leonard Kirtman (1975)
- When a Woman Calls, regia di Bill Milling (1975)
- Oriental Blue, regia di Bill Milling (1975)
- Teenage Masseuse, regia di Ralph Ell (1975)
- Satan Was a Lady, regia di Doris Wishman & C. Davis Smith (1975)
- More, regia di Ralph Ell (1975)
- Sherlick Holmes, regia di Victor Milt (1975)
- French Shampoo (Homage to W. B.), regia di Bill Milling (1975)
- Too Hot to Handle, regia di Ralph Ell (1975)
- The Vixens of Kung Fu (A Tale of Yin Yang), regia di Bill Milling (1975)
- The Amazing Dr. Jekyll, regia di Victor Milt (1975)
- Betty Baby, regia di Bill Bukowski (1975)
- Honey Pie, regia di Mel White & Howard Ziehm (1976)
- Ecstasy in Blue, regia di Bill Milling (1976)
- Apriti con amore (Expose Me, Lovely), regia di Armand Weston (1976)
- Once Over Nightly, regia di Andrea True (1976)
- L'inferno di una donna (Through the Looking Glass), regia di Jonas Middleton (1976)
- That Lady from Rio, regia di Shaun Costello (1976)
- The Double Exposure of Holly, regia di Bob Gill (1976)
- Le morbose sensazioni di Janice (The Affairs of Janice), regia di Zebedy Colt (1976)
- Teenage Housewife (1976)
- S.W.A.P., regia di Richard Mailer (1976)
- Blonde Velvet, regia di Bill Milling (1976)
- Odyssex - L'impero dei piaceri sessuali (Odyssey: The Ultimate Trip), regia di Gerard Damiano (1976)
- Schoolgirl's Reunion, regia di Shaun Costello (1977)
- Captain Lust, regia di Beau Buchanan (1977)
- Le porno stars (Pelvis), regia di Robert T. Megginson & Andy Milligan (1977)
- Sharon, regia di Thomas Van der Feer (1977)
- Teenage Bikers, regia di Richard Mailer (1977)
- Punk Rock, regia di Carter Stevens (1977)
- Breaker Beauties, regia di Steve Ziplow (1977)
- Vieni... vieni con me... (Lustful Feelings), regia di Kemal Horulu (1977)
- Joy, regia di Harley Mansfield (1977)
- Sessualita Pornografica (Sylvia), regia di Peter Savage (1977)
- Fantasy Club of America, regia di Richard Mailer (1977)
- Barbara Broadcast, regia di Radley Metzger (1977)
- Labbra di Vanessa (Joint Venture), regia di Gerard Damiano (1977)
- The Secret Dreams of Mona Q, regia di Charles Kaufman (1977)
- The Passion Seekers (1977)
- Honeymoon Haven, regia di Carter Stevens (1977)
- Dr. Love and His Strange House of Perversion, regia di Robert Michaels (1977)
- Painful Desires, regia di Richard Mailer (1978)
- Chorus Call, regia di Antonio Shepherd (1978)
- Descendence of Grace, regia di Richard Mailer (1978)
- A Girl's Best Friend, regia di Henri Pachard (1978)
- Way Down Deep, regia di Richard Mailer (1978)
- Small Change, regia di Richard Mailer (1978)
- People, regia di Gerard Damiano (1978)
- Momenti blu (Woman in Love: A Story of Madame Bovary), regia di Kemal Horulu (1978)
- Double Your Pleasure, regia di Carter Stevens (1978)
- Candi Girl, regia di John Christopher (1979)
- Hot Child in the City, regia di John Christopher (1979)
- Mantidi in amore (Babylon Pink), regia di Henri Pachard (1979)
- N.Y. Babes, regia di Bobby Hollander (1979)
- Honeysuckle Rose, regia di Roberta Findlay (1979)
- Tigresses and Other Man-eaters, regia di Joseph W. Sarno (1979)
- The Love Syndrome, regia di Sam Norvell (1979)
- Her Name Was Lisa, regia di Roger Watkins (1979)
- Giochi bagnati (For Richer for Poorer), regia di Gerard Damiano (1979)
- Blonde in Black Silk, regia di Bill Milling (1979)
- Angie Police Women, regia di Thomas Van der Feer (1979)
- Afternoon Delights, regia di Shaun Costello (1980)
- Dracula Exotica, regia di Shaun Costello (1980)
- Tramp, regia di Chuck Vincent (1980)
- The Seduction of Cindy, regia di Leonard Kirtman (1980)
- Tara Tara Tara Tara, regia di Leonard Kirtman (1980)
- Sizzle, regia di Larry Revene (1980)
- Princess, regia di Leonard Kirtman (1980)
- October Silk, regia di Henri Pachard (1980)
- Blue Ecstasy in New York, regia di Kemal Horulu (1980)
- Platinum Paradise, regia di Cecil Howard (1981)
- Silky, regia di Joseph W. Sarno (1981)
- The Love-In Arrangement, regia di Charles Kaufman (1981)
- Ragazze petto in fuori (C.O.D.), regia di Chuck Vincent & Sigi Krämer (1981)
- Centerfold Fever, regia di Richard Milner (1981)
- Outlaw Ladies, regia di Henri Pachard (1981)
- Confessions of Seka, regia di Leonard Kirtman (1981)
- Roommates, regia di Chuck Vincent (1981)
- Foxtrot, regia di Cecil Howard (1982)
- Undercovers, regia di Ann Perry (1982)
- The Playgirl, regia di Roberta Findlay (1982)
- The Devil in Miss Jones Part II, regia di Henri Pachard (1982)
- Peepholes, regia di Vince Benedetti (1982)
- Liquid A$$ets, regia di Roberta Findlay (1982)
- Once Upon a Secretary, regia di Ron Jeremy (1983)
- Mascara, regia di Henri Pachard (1983)
- Dinner with Samantha, regia di Jack Genero (1983)
- Corruption, regia di Roger Watkins (1983)
- Sex Spa U.S.A., regia di Henri Pachard (1984)
- Pussycat Galore, regia di Henri Pachard (1984)
- Office Fantasies, regia di Roger Stallone (1984)
- Hypersexuals, regia di John Christopher (1984)
- Burlexxx, regia di Vince Benedetti (1984)
- Times Square Comes Alive, regia di Vince Benedetti (1985)
- Candy Stripers Part II, regia di Larry Revene (1985)
- American Babylon, regia di Roger Watkins (1985)

## Premi e riconoscimenti
- 1979 AFAA Best Supporting Actor per People[7]
- 1999 XRCO Hall of Fame[8]